# Lagumenahalli, Dod Ballapur
Lagumenahalli là một làng thuộc tehsil Dod Ballapur, huyện Bangalore Rural, bang Karnataka, Ấn Độ.